# Richtlinie 91/383/EWG
Die Richtlinie 91/383/EWG ist eine Richtlinie der europäischen Gemeinschaft. Durch sie soll sichergestellt werden, dass Leiharbeitnehmer und Arbeitnehmer mit befristeten Verträgen im Hinblick auf Sicherheit und Gesundheitsschutz am Arbeitsplatz das gleiche Schutzniveau wie die anderen Arbeitnehmer des entleihenden Unternehmens genießen. 
Die Richtlinie ist, wie alle europäischen Richtlinien, an die Mitgliedsstaaten gerichtet und muss von den einzelnen Mitgliedstaaten in nationales Recht umgesetzt werden. Sie baut auf der Richtlinie 89/391/EWG (so genannte Arbeitsschutz-Rahmenrichtlinie) auf.
Die Richtlinie gilt für befristete Arbeitsverhältnisse sowie für Leiharbeitsverhältnisse, also für Arbeitsverhältnisse zwischen einem Leiharbeitsunternehmen und einem Leiharbeitnehmer zum Zwecke der Überlassung des Arbeitnehmers an einen Entleiher. Sie soll die Sicherheit und Gesundheitsschutz am Arbeitsplatz sicherstellen. Hingegen bestimmt sie nicht, unter welchen Voraussetzungen Leiharbeits- oder befristete Arbeitsverhältnisse abgeschlossen werden können. Dies regelt vielmehr die Richtlinie 2008/104/EG über Leiharbeit.